# 와이타케레 시티 FC
와이타케레 시티 FC(Waitakere City Football Club)는 뉴질랜드의 축구단이었다. 그들은 2021년에 노웨스트 유나이티드와 합병하여 웨스트 커우스트 레인저스를 새로 창단하였다. 구단은 노던 리그에서 마지막으로 활약했었다.

## 선수 명단

### 역대
- 알로푸아 페토아(2013)